# Breuer’s Häuschen

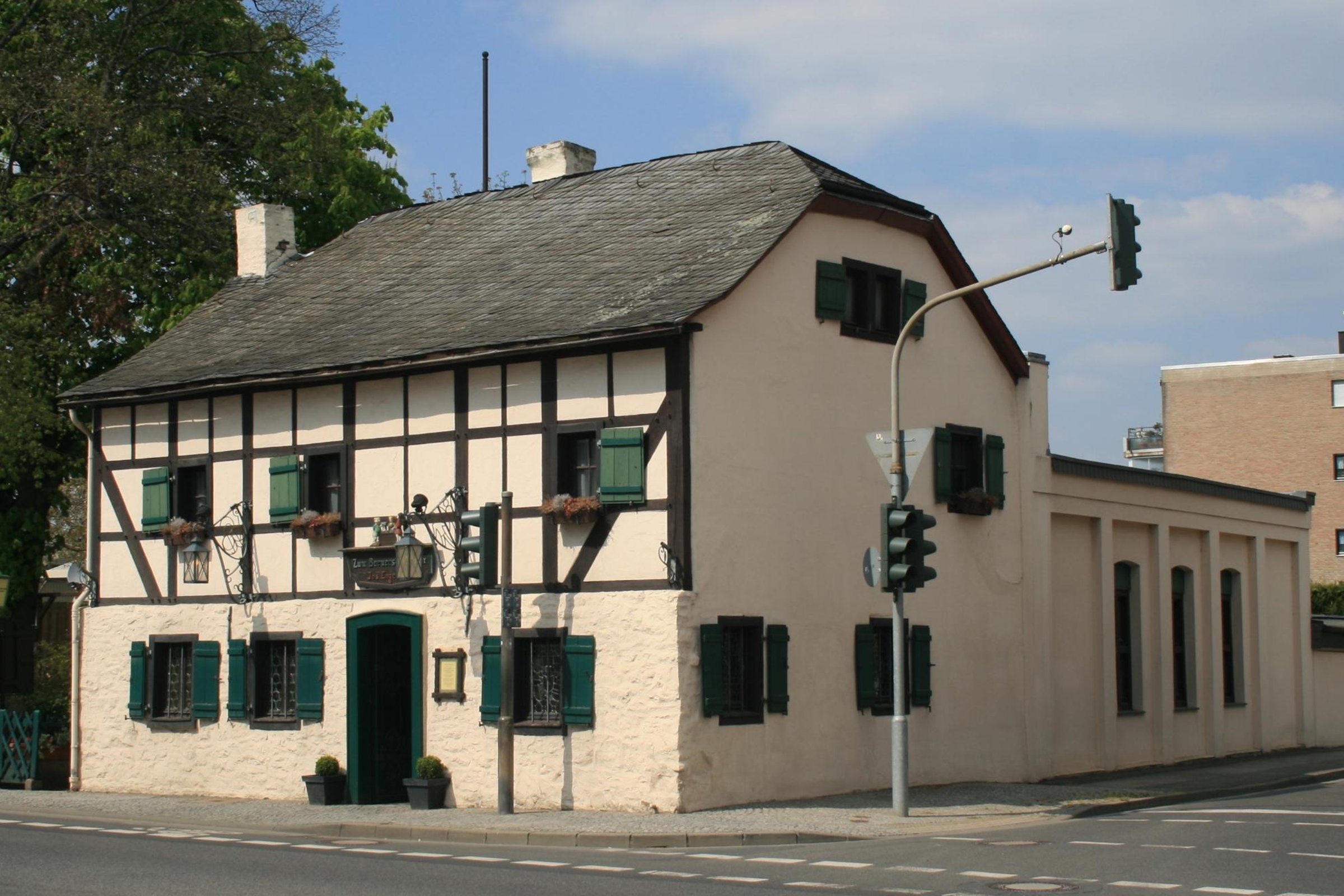
Breuer’s Häuschen

Breuer’s Häuschen steht im Dürener Stadtteil Gürzenich in Nordrhein-Westfalen in der Valencienner Straße 98.
Das Haus wurde in der Mitte des 18. Jahrhunderts erbaut.
Es handelt sich um ein kleines, im Inneren gut erhaltenes Wohngebäude mit einer Gaststätte. Das Haus ist traufständig und zweigeschossig. An der Straßenseite besteht das Erdgeschoss aus Bruchsteinmauerwerk, das Obergeschoss dem historischen Vorbild entsprechend aus Fachwerk. Der Ostgiebel ist verputztes Fachwerk, der Westgiebel Backsteinmauerwerk vom Ende des 19. Jahrhunderts. Das Gebäude hat ein verschiefertes Krüppelwalmdach.
Eine Komplettrenovierung erfolgt in der 1. Jahreshälfte 2019.
Das Bauwerk ist unter Nr. 6/003 in die Denkmalliste der Stadt Düren eingetragen.